# 정촌 고분
정촌 고분(丁村 古墳)은 전라남도 나주시 다시면 복암리에 있는 고분이다. 2006년 12월 30일 나주시의 향토문화유산 제13호로 지정되었다.

## 역사
정촌 고분은 1996년 나주 복암리 고분군 중 3호분을 조사하던 전남대학교 박물관이 처음으로 발견했다. 2006년 12월 30일 나주시의 향토문화유산 제13호로 지정되었으며, 이후 2009년부터 국립나주문화재연구소가 영산강 유역의 고분 정밀분포조사를 진행하면서 고분의 규모를 직접 확인했다. 이후 2013년 5월부터 2016년에 이르는 4년간 발굴조사를 실시하였다.